# Защото любовта командва
Защото любовта командва (на испански: Porque el amor manda) е мексиканска теленовела, режисирана от Хорхе Фонс, Аурелио Авила и Салвадор Санчес и продуцирана от Хуан Осорио Ортис за Телевиса през 2012 – 2013 г. Адаптация е на колумбийската теленовела El secretario на Каракол Телевисион.
В главните роли са Бланка Сото и Фернандо Колунга, а в отрицателните – Клаудия Алварес, Ерик Елиас, Марко Корлеоне, Раул Буенфил и Беатрис Морайра. Специално участие вземат Мария Елиса Камарго, Кика Едгар, Алехандро Авила, Хорхе Аравена и първите актриси Кармен Салинас и Хулиса.

## Сюжет
Хесус е приятен човек, винаги е усмихнат, грижовен и гледа към светлата страна на живота. Той работи като доставчик на пица и в кухнята на ресторант, а през нощта учи администрация. Пристигна в Чикаго преди шест години, когато напуска родния си град Монтерей, след като прекратява мъчителната си връзка с Вероника, която го задушава с обсебващата си личност. Когато се разделят, той решава да промени средата си и напуска Мексико, следвайки американската мечта.
Чрез социална мрежа той установява, че Вероника има 6-годишна дъщеря, която се казва Валентина. Хесус осъзнава, че прекрасното момиче може да бъде негова дъщеря и затова решава да се обади на бившата си приятелка, за да разбере истината. Вероника признава, че Валентина е негова дъщеря, но му казва, че тя няма нужда от него в живота си, тъй като е омъжена за прекрасен мъж, но Хесус няма търпение да срещне дъщеря си, затова решава да се върне. Тъй като няма спестени пари, се обръща към Юри, руски имигрант и редовен клиент в пицарията. Юри му помага, купувайки самолетен билет, но в замяна моли Хесус да донесе куфар, пълен с дрехи за сиропиталище. Хесус приема веднага, щастлив, че има възможност да срещне малката си дъщеря, той обаче не знае, че в куфара има скрито отделение с почти милион долара в него. Юри се обажда на Рохелио Риваденейра, собственик и председател на успешна компания, и го информира, че парите му са на път. Рохелио е арогантен и успешен човек, за когото най-важното в живота е самият той. Дори Алма, неговата красива приятелка, не е на първо място в сърцето му.
Когато Хесус пристига на летището в Монтерей, е арестуван за пране на пари и е предаден на властта, тъй като това се води федерално престъпление и без други възможности той разказва всичко, което знае. По този начин Юри е арестуван в Чикаго, а Хесус е освободен. Когато Рохелио научава, че е загубил близо милион долара, той се кълне, че ще отмъсти на този, който е развалил бизнеса му.
С напълно разрушения си живот, без пари, без работа и вече с криминално досие, Хесус трябва да започне отначало. Той се появява при Вероника и най-накрая може да прегърне Валентина, но Вероника изисква от него да си намери работа и дом, за да му позволява да вижда дъщеря си. По-късно Хесус става приятел с Елиас Франко, съпруга на Вероника.
В това време, в една голяма компания Алма се отчайва заради работата, която са възложили на Джесика, секретарката, която си поделя с девера си Фернандо Риваденейра. Джесика не е свършила работата си и Алма излиза от офиса си, за да я потърси и я открива в офиса на Фернандо, скрита под бюрото. На Алма ѝ е писнало вече от положението и решава да се обади на Рохелио, нейния годеник, за да сложи край на безобразията на Фернандо.
Хесус търси работа в счетоводния отдел, а Алма търси секретар. Алма смята, че не е лоша идея да има секретар вместо секретарка. Пренебрегвайки неговото криминално досие, тя решава да го наеме, без да го уведомява за длъжността, за която е нает.
Хесус намира място за живеене в къща за квартири, в центъра на града. Там той среща своята съседка Луиса Ерера (с прякора „Чатита“), изискана жена, която е в първата фаза на Алцхаймер, но въпреки това е обожавана. Тази жена му е като майка.
Когато на Хесус му е казано, че ще бъде секретар на компанията, той отхвърля работата, аргументирайки се, че е нещо повече от секретар и напуска компанията сърдито. Чатита му напомня, че ако иска да види дъщеря си, той трябва да приеме работата. Той се връща към компанията, готов да стане най-добрият от секретарите, обаче не знае, че собственикът на компанията е и собственик на куфара, пълен с пари, конфискуван на летището. На всичкото отгоре Фернандо, който също ще бъде негов шеф, решава да му направи живота невъзможен, за да го накара да напусне и да се върне Джесика.
История, пълна с недоразумения, романтика, комедия и мелодрама, като по този начин се показва ежедневната борба на обикновените хора, които се опитват да преживеят финансовите си проблеми и несправедливостта на живота. История с любезни герои, която подчертава основните ценности на живота и доказва, че нищо не е невъзможно, защото любовта командва.

## Актьори
Част от актьорския състав:
- Бланка Сото – Алма Монтемайор Мехия
- Фернандо Колунга – Хесус Гарсия
- Кармен Салинас – Луиса „Чатита“ Ерера
- Клаудия Алварес – Вероника Иеро
- Мария Елиса Камарго – Патрисия Сория
- Ерик Елиас – Рохелио Риваденейра Рувалкаба
- Хорхе Аравена – Елиас Франко
- Хулиса – Сусана Ариага
- Кика Едгар – Хочитъл Мартинес де Риваденейра
- Алехандро Авила – Фернандо Риваденейра Рувалкаба
- Виолета Исфел – Марисела Перес-Кастеянос
- Беатрис Морайра – Марта Ферер / Марсия Ферер
- Дарио Рипол – Оливерио Карденас
- Рубен Серда – Гилберто Годинес
- Рикардо Фастлихт – Рикардо Баутиста
- Рикардо Маргалев – Хулио Панда
- Мария Хосе Марискал – Валентина Франко Иеро / Валентина Гарсия Иеро
- Джейми Осорио – Джесика Рейес де Карденас
- Антонио Меделин – Панфило Перес
- Рикардо Клейнбаум – Малвино Гера
- Луис Кутуриер – Себастиан Монтемайор
- Раул Буенфил – Канту
- Марко Корлеоне – Юри Петровски
- Еухенио Кобо – Отец Доминго
- Андреа Торе – Аида
- Рафаел дел Вияр – Еухенио
- Алехандра Роблес Хил – Алехандра
- Давид Остроски – Астудийо
- Нурия Бахес – Тете Коркуера
- Мария Хосе – Мария Хосе
- Умберто Елисондо – Аугусто Константе
- Норма Ласарено – Трейси Родригес
- Хорхе Пондал – Луиджи Ферари
- Арат де ла Торе – Франсиско „Панчо“ Лопес Фернандес / Франсиско Коркуера Пенялоса
- Майрин Вилянуева – Ребека Тревиньо Гарса
- Алисия Мачадо – Канделария де лос Анхелес Лопес Фернандес
- Марко Ди Мауро – Себе си
- Марко Уриел – Енрике Суарес
- Емилио Осорио – Кико Карденас
- 3BallMTY – Себе си
- Илсе Икеда – Учителка по английски

## Премиера
Премиерата на Защото любовта командва е на 8 октомври 2012 г. по Canal de las Estrellas. Последният 181. епизод е излъчен на 16 юни 2013 г.

## Награди и номинации
| Година | Церемония                 | Категория                            | Личност                        | Резултат   |
| ------ | ------------------------- | ------------------------------------ | ------------------------------ | ---------- |
| 2013   | Награди People en Español | Най-добра теленовела                 | Най-добра теленовела           | Печели     |
| 2013   | Награди People en Español | Най-добра актриса в главна роля      | Бланка Сото                    | Печели     |
| 2013   | Награди People en Español | Най-добър актьор в главна роля       | Фернандо Колунга               | Печели     |
| 2013   | Награди People en Español | Най-добра актриса в отрицателна роля | Клаудия Алварес                | Номинирана |
| 2013   | Награди People en Español | Най-добър актьор в отрицателна роля  | Ерик Елиас                     | Номиниран  |
| 2013   | Награди People en Español | Най-добра актриса в поддържаща роля  | Мария Елиса Камарго            | Номинирана |
| 2013   | Награди People en Español | Най-добро откритие                   | Джейми Осорио                  | Номинирана |
| 2013   | Награди People en Español | Най-добра двойка                     | Бланка Сото и Фернандо Колунга | Печелят    |
| 2013   | Награди Juventud          | Най-добра актриса                    | Бланка Сото                    | Печели     |
| 2013   | Награди Juventud          | Най-добър актьор                     | Фернандо Колунга               | Номиниран  |
| 2013   | Награди Juventud          | Най-добра музикална тема             | Америка Сиера и 3BallMTY       | Номинирани |
| 2014   | Награди TVyNovelas        | Най-добра теленовела                 | Хуан Осорио                    | Номиниран  |
| 2014   | Награди TVyNovelas        | Най-добра актриса в главна роля      | Бланка Сото                    | Номинирана |
| 2014   | Награди TVyNovelas        | Най-добра актриса в отрицателна роля | Клаудия Алварес                | Номинирана |
| 2014   | Награди TVyNovelas        | Най-добър актьор в отрицателна роля  | Ерик Елиас                     | Номиниран  |
| 2014   | Награди TVyNovelas        | Най-добра актриса в поддържаща роля  | Кика Едгар                     | Номинирана |
| 2014   | Награди TVyNovelas        | Най-добър актьор в поддържаща роля   | Алехандро Авила                | Номиниран  |
| 2014   | Награди TVyNovelas        | Най-добра музикална тема             | „El amor manda“ от Мария Хосе  | Номинирана |
| 2014   | Награди TVyNovelas        | Най-добър режисьор                   | Хорхе Фонс                     | Номиниран  |

## Адаптации
- El secretario, колумбийска теленовела, продуцирана за Каракол Телевисион, с участието на Хуан Пабло Еспиноса и Стефани Кайо.